# Stora Grimtjärnen
Stora Grimtjärnen är en sjö i Marks kommun i Västergötland och ingår i Viskans huvudavrinningsområde.